# Stadtarchiv Dortmund
Das Stadtarchiv Dortmund ist das kommunale Archiv der Stadt Dortmund.

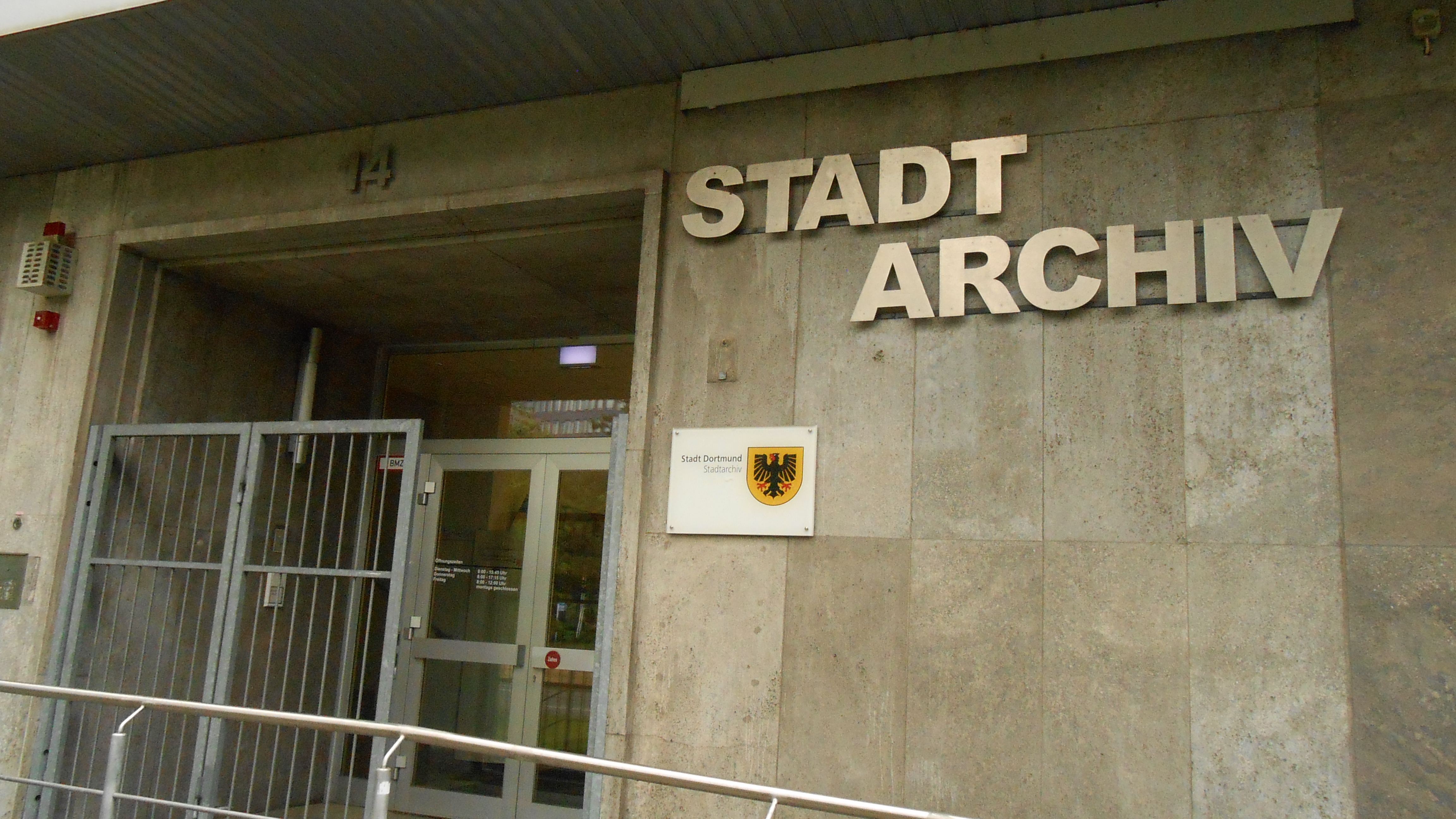
Das Stadtarchiv Dortmund

Mit dem Stadtarchiv sind sowohl die Mahn- und Gedenkstätte Steinwache, der zentrale Erinnerungsort an die NS-Verbrechen in Dortmund, als auch die Geschäftsstelle des Historischen Vereins für Dortmund und die Grafschaft Mark e.V. verbunden. Das Archiv besitzt einige Urkundenladen aus dem 13. Jahrhundert, die heute im Museum für Kunst und Kulturgeschichte der Stadt aufbewahrt werden.

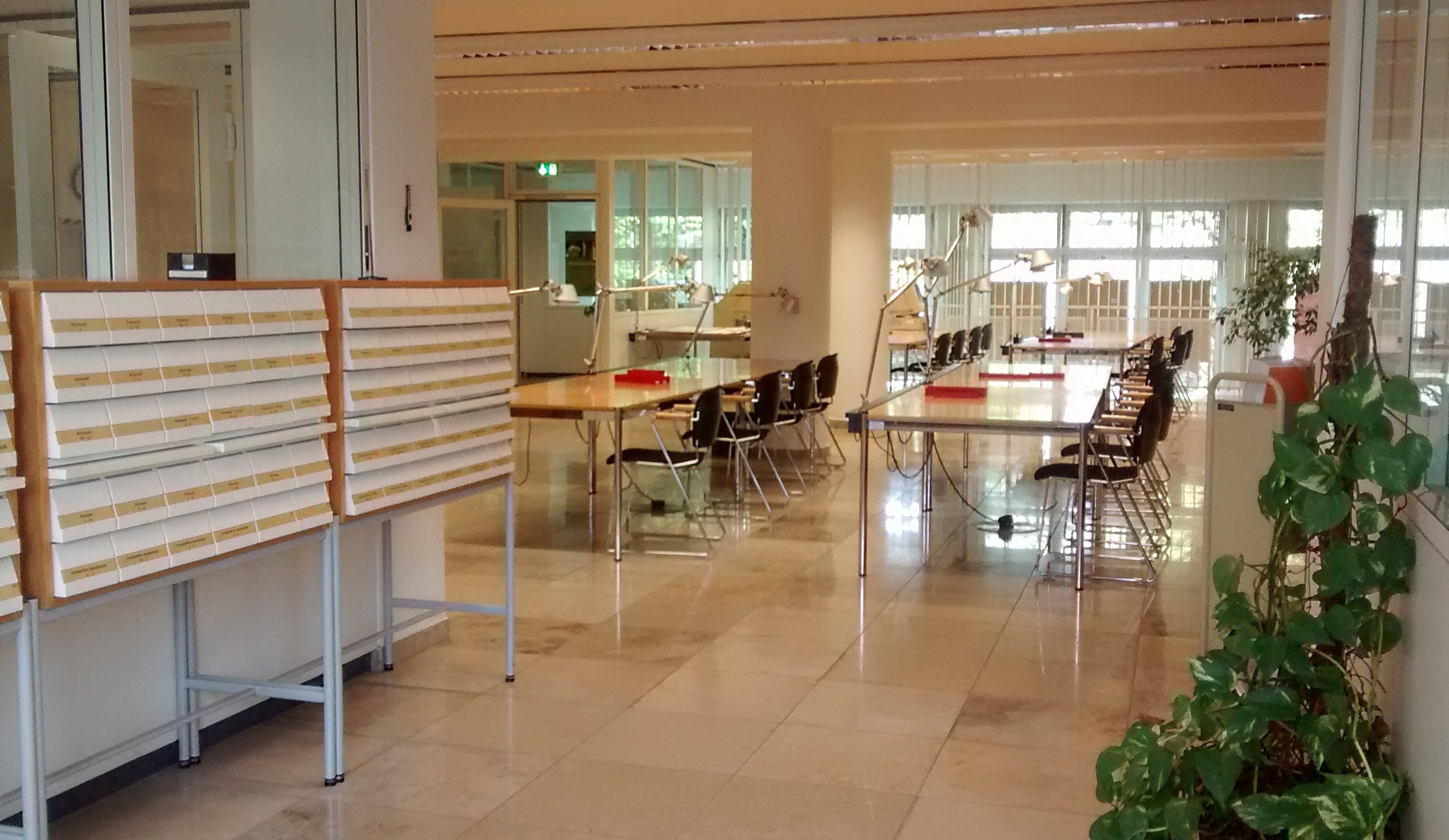
Blick in den Lesesaal

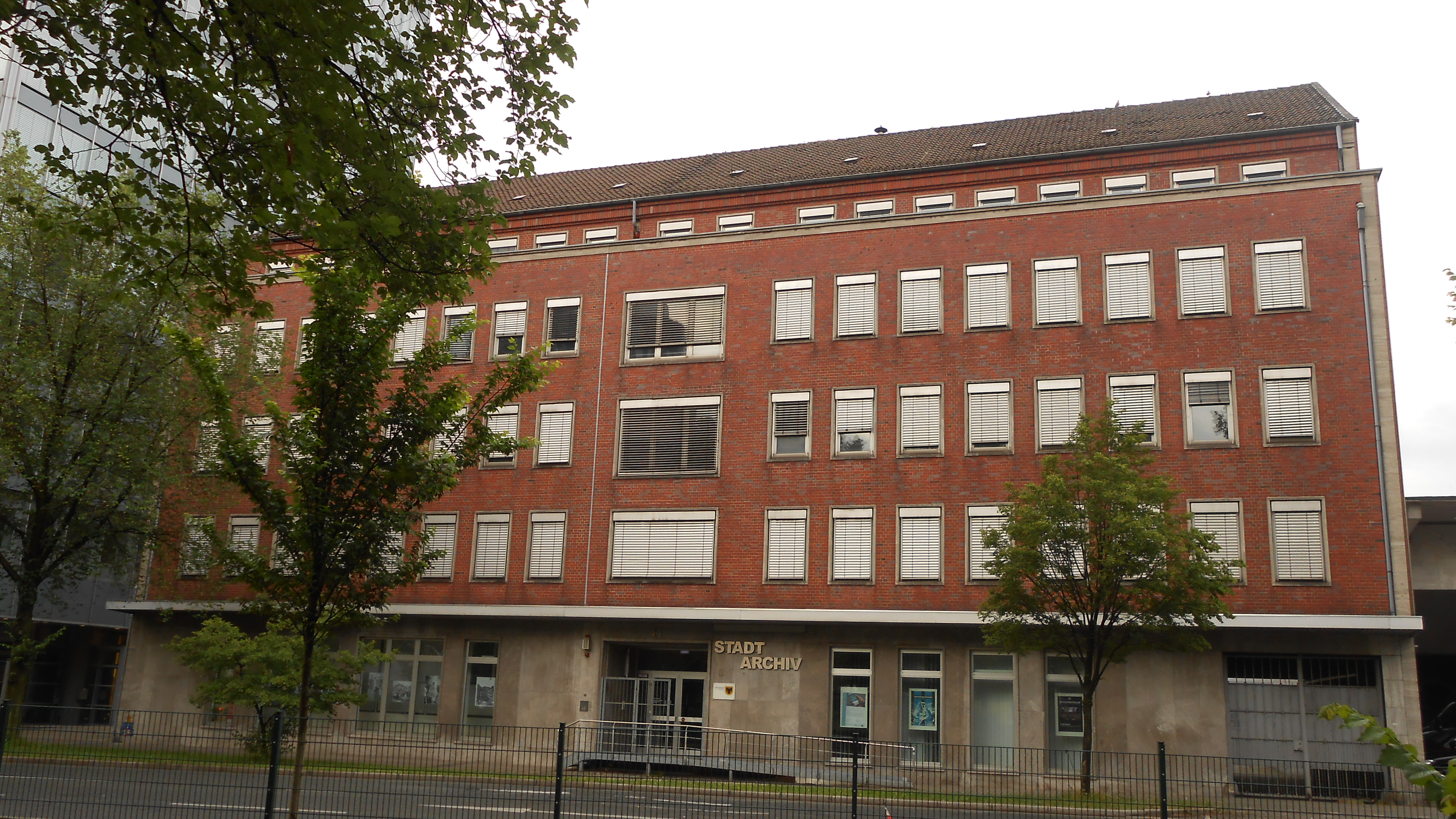
Das Dortmunder Stadtarchiv an der Märkischen Straße Nr. 14

Die Benutzung des Stadtarchivs ist jedem Interessierten möglich. Grundlage für die Arbeit des Stadtarchivs ist das Archivgesetz Nordrhein-Westfalen. Durch die fortlaufende Übernahme von städtischen Akten und Nachlässe von Privatpersonen, Dokumente von Kirchen, Parteien und Firmen sowie Sammlungen von Fotos und Grafiken, Filme, Karten wachsen die Archivbestände an.

## Geschichte
Seit der Mitte des 14. Jahrhunderts befand sich das Archiv im Alten Rathaus am Markt. Im Jahre 1546 wurde an den Südgiebel des Rathauses der Archivturm angebaut. Dort wurde das Archiv bis 1873 untergebracht. 1899 gelangte das Archiv in das von Friedrich Kullrich errichtete neue Stadthaus an der Betenstraße – heute Friedensplatz 5 – und erhielt erstmals geeignete Räumlichkeiten, in denen es bis 1998 verblieb. Das Stadtarchiv wird seit 1899 ohne Unterbrechung hauptamtlich geführt.
Von 1927 bis 1995 war das Stadtarchiv ein eigenständiges Verwaltungsamt der Stadt Dortmund, bevor es 1996 als Geschäftsbereich in die Kulturbetriebe der Stadt Dortmund integriert wurde. Seit 1999 befindet sich das Stadtarchiv im ehemaligen Siemensgebäude an der Märkischen Straße.
Hermann Becker (1820–1886), auch der „rote“ Becker genannt, ab 1871 Erster Bürgermeister und ab 1874 Oberbürgermeister von Dortmund, war Hauptinitiator und Erster Vorsitzender des Historischen Vereins für Dortmund und die Grafschaft Mark. Durch ihn erhielt der junge Historiker und Hilfslehrer Karl Rübel im Juli 1873 den offiziellen Auftrag des Magistrats zur Ordnung des städtischen Archivs. Durch den Kollegen Eduard Roese, welcher als Begründer des Museums für Kunst und Kulturgeschichte bekannt geworden war, hatte Karl Rübel einen freiwilligen Helfer, mit dem er sich die jährliche Remuneration in Höhe von 750 Mark teilte.

## Archivleitung

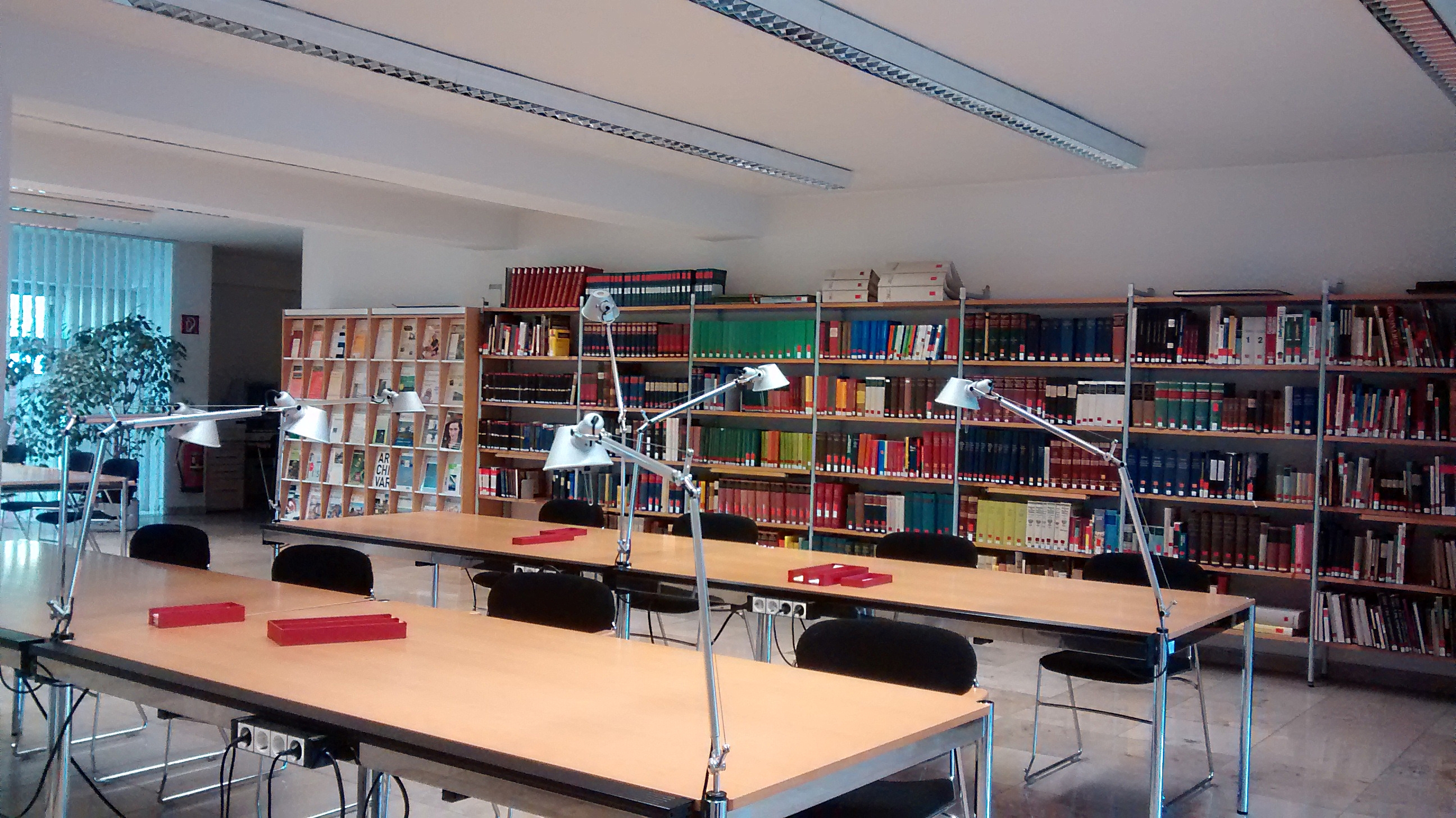
Arbeitsplätze

- 1873–1916 Karl Rübel
- 1916–1950 Luise von Winterfeld
- 1950–1967 Horst-Oskar Swientek
- 1967–1995 Gustav Luntowski
- 1995–2011 Günther Högl
- 2011–2014 Thomas Schilp
- Seit 2014 Stefan Mühlhofer

## Bestände
Die Bestände des Stadtarchivs werden zunächst nach amtlichem und nichtamtlichem Schriftgut unterschieden und enthalten fast ausschließlich Originaldokumente zur Geschichte der Stadt Dortmund.
|     | Amtliches Schriftgut |                 | Nichtamtliches Schriftgut |
| --- | --- | --------------- | --- |
| 3.2 | Reichsstädtisches Archiv bis 1803 (Urkunden ab dem 13. Jh., Verordnungen, Akten, Amtsbücher, Chroniken, Unterlagen der Armen- und Wohltätigkeitsanstalten) | 4.3 4.4 4.5     | Private Archive (Kirchen, Güter und Familien, Politische Organisationen, Parteien, Vereinigungen, Gesellschaften, Nachlässe)                                                                                                   |
| 4.1 | Behörden 1806 – 1929 (Stadtverwaltung, Polizeiverwaltung, Kreisverbände, Gemeinden)                                                                        | 5.2 5.3 5.4 5.5 | Archivische Sammlungen und Dokumentationen (zeitgeschichtl. Sammelbestände, Pressedokumentation zur Stadt, Bild- und Tonträger, personengeschichtl. und genealogische Sammelbestände, sachthematische Sammlungen und Bestände) |
|     | Stadt Dortmund seit 1928/29 (Kommunalvertretung, Verwaltungsdezernate, Verwaltungsämter, Verwaltungsnebenstellen)                                          |                 | Bibliothek (Publikationen zur Stadt- und Regionalgeschichte) |
|     | Schulen (Städtisches Gymnasium 16. – 20. Jahrhundert) |                 | |
|     | Kulturinstitute |                 | |
|     | Städtische Betriebe und Institute |                 | |
| 5.1 | Kartenabteilung (Karten und Pläne, Plan- und Bauverwaltung)                                                                                                |                 | |